# أحلام الشتاء
«أحلام الشتاء» (بالإنجليزية: Winter Dreams)‏ هي قصة قصيرة كتبها فرنسيس سكوت فيتزجيرالد ونشرت للمرة الأولى في مجلة متروبوليتان في ديسمبر 1922، وجمعت في مجموعة جميع الشبان الحزينين (بالإنجليزية: All the Sad Young Men)‏ في عام 1926. وتعتبر إحدى أروع قصص فيتزجيرالد وكثيرا ما وضعت في مجموعات المختارات. وتوضع القصة ضمن «عالم غاتسبي» في أعمال فيتزجيرالد، حيث قام بتوسعة العديد من المواضيع لاحقا في روايته الشهيرة غاتسبي العظيم في عام 1925.
وصف فيتزجيرالد «أحلام الشتاء» في رسالة إلى المحرر ماكس بيركنز في يونيو 1925، بأنها «مسودة أولى لفكرة غاتسبي».